# Sterdebøl (Bordelum)
Sterdebøl (dansk) eller Sterdebüll (tysk) er en landsby beliggende nord for Bordelum ved den syd-slesvigske vestkyst. Administrativt hører landsbyen under Bordelum Kommune i Nordfrislands kreds i den nordtyske delstat Slesvig-Holsten. Med under Sterdebøl hører Sterdebølgaard. I kirkelig henseende hører Sterdebøl under Bordelum Sogn. Sognet lå i Nørre Gøs Herred (Bredsted Amt), da området tilhørte Danmark.
Sterdebøl er første gang nævnt 1483. Forleddet referer til stert, oldnordisk stertr, på dansk svarende til stjært som i stednavne beskriver f.eks. en fra kysten udløbende smal landstrimmel eller hale. På nordfrisisk skrives landsbyen Steerdebel: Marsken vest for landsbyen blev inddiget omkring 1466 (Sterdebøl Gammelkog) og omkring 1520 (Sterdebøl Nykog). Vandet fra kogene udledtes ved Bordelumsil, hvor bredstederne have tidligere påtænkt et større havneanlæg, men planen kom ikke til udførelse inden Reussenkogene inddigedes 1788. Kogene benyttede til dels til kornavl.
Få km syd ved Hatsted Marsk ligger der et andet Sterdebøl.